# Korkie Kryze
Korkie Kryze es un personaje ficticio de la franquicia Star Wars. Fue un hombre humano mandaloriano, cadete de la Academia Gubernamental en el planeta Mandalore durante las Guerras Clon. Era parte de la realeza mandaloriana, al pertenecer a la dinastía de la Casa Kryze. 
Korkie Kryze fue un cadete perteneciente a la Familia Real de Mandaloriana, la Casa Kryze. Asistió a la Real Academia de Gobierno en Mandalore, donde lo estaban preparando para el liderazgo. Su perspicacia y su personalidad ambiciosa indicaban que llegaría lejos.  
Junto con sus amigos Soniee, Amis y Lagos, Korkie ayudó a exponer la corrupción en los niveles más altos del gobierno.

## Biografía
Vástago de la Casa Kryze, Korkie nació en la familia de sus tías, la duquesa Satine Kryze, líder pacifista de los Nuevos Mandalorianos, y la princesa Bo-Katan Kryze legendaria guerrera prodigio y líder de los Búhos Nocturnos.
A medida que la guerra civil se extendía por la galaxia, librada entre la República Galáctica y la Confederación de Sistemas Independientes, Korkie se esforzó por seguir la carrera de su tía Satine como líder de la próxima generación de Mandalore. Aunque la conspiración del mercado negro mandaloriano fue expuesta por Korkie y sus amigos, lo que resultó en el arresto del primer ministro Almec, el futuro para el que había sido preparado fue interrumpido por la toma de Mandalore por la Guardia de la Muerte.
Posteriormente ayudó a rescatar a su tía Satine de un encarcelamiento injusto durante el surgimiento del Colectivo Sombra.

## Rescate de Satine
En el 20 ABY, el Colectivo Sombra se hizo cargo de Mandalore bajo el liderazgo de Pre Vizsla y Darth Maul. Korkie, junto con los cadetes Amis, Soniee, Lagos, su tía Bo-Katan Kryze y los Búhos Nocturnos, rescataron a la duquesa de la prisión de Sundari. Esto provocó que fuesen perseguidos por los supercomandos mandalorianos, pero finalmente pudieron sacar a Satine de Sundari para que pudiera enviar un mensaje de ayuda a Obi-Wan Kenobi. Desafortunadamente, Satine fue recapturada, pero Korkie y los otros estudiantes lograron escapar de los súper comandos mandalorianos durante la Batalla de Sundari, no sin antes ser derribados al suelo por un puñetazo de uno de los comandos.

## Rasgos Físicos
Korkie es un joven soldado de complexión media y buenas condiciones de fuerza. 
Posee los rasgos característicos caucásicos de la familia Kryze. Es de tez blanca, su cabello es rubio claro y sus ojos son azules.

## Personalidad
Como joven mandaloriano con pedigrí en el establishment político, Korkie Kryze demostró ser disciplinado, ya que pasó sus años de formación preparándose para una carrera en el servicio público. En su época, representó a los mejores y más brillantes de su generación. Además de la influencia política de su familia, la aguda intuición y el impulso ambicioso de Korkie eran indicativos de su potencial para triunfar como futuro líder en Mandalore.
En el aspecto afectivo, Korkie compartía una relación cercana con su tía la duquesa, a quien cariñosamente se refería como "tía Satine". 
Era un hombre valiente; al enterarse de la traición de Almec, Korkie trató de proteger a su tía del Primer Ministro, aún a costa del peligro de la misión de rescate. 
También poseía el valor de la lealtad; después de que la Guardia de la Muerte estableció su control sobre Mandalore, Korkie permaneció leal a su tía Satine, declarando que nunca podría traicionarla.